# Edgard Frankignoul
Edgard Frankignoul (né à Jemeppe-sur-Meuse, près de Liège, le 24 septembre 1882 et mort le 7 septembre 1954) est un industriel belge. Il est connu pour un système de compression du sol qui porte son nom : les pieux Franki.

## Biographie
Le procédé de compression mécanique du sol qu'il met au point est une amélioration du système des pieux de fondation alors en vigueur (pieux Compressol). Il dépose le brevet en mai 1909 et, en 1911, constitue la première Société des Pieux Franki (Société des Pieux Armés Frankignoul). Elle connaît un succès considérable à travers le monde (Europe, Asie, Amérique, Afrique du Nord) et aligne les performances.
La basilique de Koekelberg, le creusement dans un délai record du tunnel sous l’Escaut à Anvers (1931-1933), le Résidence Palace (1923-1927) à Bruxelles (qui repose sur 2458 pieux), l’opéra de Sydney ou la ville de Brasilia sont autant de lieux emblématiques qui reposent sur les fameux pieux Franki. On peut aussi citer les  fondations de la tour Dexia place Rogier, quartier de l’Europe à Bruxelles, ou le barrage Rosetta sur le Nil.
À sa mort en 1954, le patron Edgard Frankignoul laissa une compagnie dont l’essor international n’avait cessé de croître. Le groupe atteint son apogée dans les années soixante. Il est alors implanté dans quarante-quatre pays.
En 1970, commença une ère de difficultés, puis de restructurations qui aboutirent au démantèlement de l’empire. Le puissant holding Franki est liquidé en 1998.
Il se fit également remarquer au sein du Mouvement wallon auquel il prêta du personnel et des locaux. Opposé à la centralisation bruxelloise, il militait pour une formule fédéraliste. Membre du Congrès national wallon, il participa au congrès wallon de 1945.
Un boulevard de Liège porte toujours son nom aujourd’hui.
Il est inhumé à Jemeppe-sur-Meuse.